# 꿈의 집
꿈의 집(Home scapes)은 2017년 8월 15일에 출시되었으며, 플레이릭스가 개발한 모바일 게임이다. 꿈의 정원의 후속작이다.

## 특징
퍼즐은 리본과 타일로 이루어졌고 집을 가꾸는 내용의 게임으로 출석 시 게임 내에서 사용할 수 있는 보상을 준다. 주인공은 타일러 오스틴으로 나오고 꿈의 집과 다르게 정원을 가꾸고 오스틴의 애완견도 등장한다는 차이점이 있다.

## 같이 보기
- 꿈의 정원
- 모바일 게임